# لاري روزين
لاري روزين (بالإنجليزية: Larry Rosen)‏ هو رائد أعمال ومهندس الصوت وملحن ومنتج أسطوانات أمريكي، ولد في 25 مايو 1940 في ذا برونكس في الولايات المتحدة، وتوفي في 9 أكتوبر 2015 في بارك ريدج في الولايات المتحدة.

## وصلات خارجية
- لاري روزين على موقع IMDb (الإنجليزية)
- لاري روزين على موقع ميوزك برينز (الإنجليزية)
- لاري روزين على موقع أول ميوزيك (الإنجليزية)
- لاري روزين على موقع ديسكوغز (الإنجليزية)